# Homophysodes
Homophysodes és un gènere monotípic d'arnes de la família Crambidae. Conté només una espècie, Homophysodes morbidalis, que es troba des del sud de Guatemala fins a Panamà.